# 阪急バス能勢営業所
阪急バス能勢営業所（はんきゅうバスのせえいぎょうしょ）は、かつて大阪府豊能郡能勢町大里にあった、阪急バスの営業所。
最寄りの停留所は「大里住宅前」。

## 概要
1967年3月16日に森上・田尻の両車庫を閉鎖の上開設。2002年度末現在、運行系統数は22、所有車両数は15両という小規模の営業所である。能勢町内 - 山下駅・日生中央駅・妙見口駅への路線を担当していた。
過疎地域を運行しており、設立当初から赤字が続いていることから、1972年6月27日には日本初の電話呼び出しによるデマンドバスシステムを導入した『能勢デマンドバス』を運行し始め、脚光を浴びた。一時的に赤字は減少したものの、黒字への転換が叶うことはなくデマンド運行は1997年10月10日に廃止し一般路線に再編。また、同時に子会社の阪急田園バスに運行業務を委託するようになった。
この他、能勢町の要請による福祉バスや天王 - 西中学校のスクールバスといった貸切便も請け負っていたが、駐車用地を貸すのみで運行業務には関与していなかった。
結局は長年の不採算に足を引っ張られ、2012年12月9日には全ての所管路線を他の営業所に引き継ぐ形で閉鎖された。
- 所在地：大阪府豊能郡能勢町大里1055番地[注 2]

## 運行路線
2012年12月10日より、西能勢線と杉生線は猪名川営業所に、豊能西線と妙見口能勢線は豊能営業所に移管された。
以下の路線データは廃止された2012年12月9日時点のものである。

### 西能勢線
- 73系統：山下駅前 - 一庫ダム - 森上 - 能勢町宿野 - 上山辺 - 能勢の郷
- 73系統：山下駅前 - 一庫ダム - 森上 - 能勢町宿野
- 73系統：能勢町宿野 - 上山辺 - 能勢の郷
- 74系統：山下駅前 - 一庫ダム - 森上 - 能勢町宿野 - 口山内
- 74系統：能勢町宿野 - 口山内 - 倉垣 - 杉原
- 74系統：口山内→能勢町宿野
- 75系統：山下駅前→一庫ダム→森上→口山内
- 76系統：日生中央 - 上阿古谷 - 森上
- 76系統：山下駅前→日生中央（日祝日のみ）
- 77系統：山下駅前 - 一庫ダム - 森上 - 能勢町宿野 - 豊中センター前[注 3]
- 77系統：能勢町宿野 - 豊中センター前

76系統は2009年11月1日改正により平日・土曜だけの運行となり、山下駅前→豊中センター前の直通系統は廃止された。

### 杉生線
- 61系統：日生中央 - 紫合 - 北田原 - 杉生 - 柏原
- 41系統：日生中央 - 紫合 - 北田原 - 杉生 - 杉生新田 - 後川
- 41系統：日生中央 - 紫合 - 北田原 - 杉生 - 杉生新田
- 41系統：日生中央 - 紫合 - 北田原 - 杉生

### 豊能西線
- 2系統：箕面森町地区センター→支所前→東ときわ台（循環）→光風台六丁目二号公園→光風台駅→新光風台（循環）→光風台駅
- 3系統：新光風台（循環）→光風台駅→光風台六丁目二号公園→支所前→東ときわ台（循環）
- 4系統：新光風台（循環）→光風台駅→光風台六丁目二号公園→支所前→東ときわ台九丁目→箕面森町地区センター
- 7系統：妙見口駅→東ときわ台（循環）→支所前→妙見口駅

### 妙見口能勢線

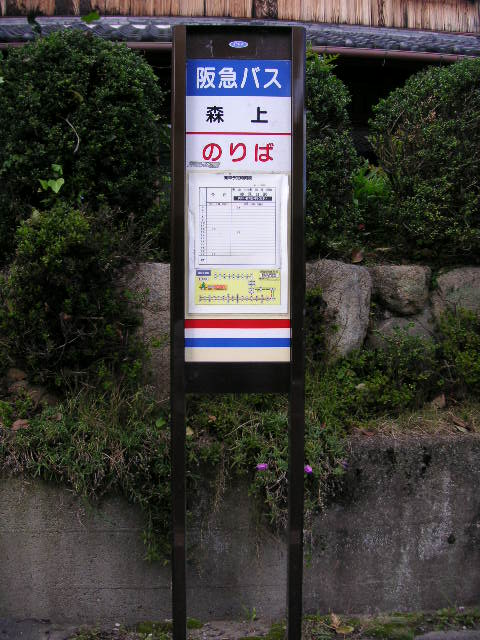
能勢町内で使われている簡易型のバス停（高さ約1.5m）

2003年6月末に廃止された、京都交通（現・京阪京都交通）吉川線・森上線・野間線を継承。大半の停留所には、小型の専用標柱が使用されている。
- 妙見口駅→ケーブル前→本滝口→倉垣→奥山内→奥田橋→倉垣→本滝口→ケーブル前→妙見口駅（循環）
- 妙見口駅 - ケーブル前 - 本滝口 - 倉垣 - 奥田橋 - 奥山内 - 能勢町宿野
- 妙見口駅 - ケーブル前（3月16日 - 11月末の休日・正月3が日に運行）
- 妙見口駅 - ケーブル前 - 黒川ダリヤ園（2008年以降の9月から11月、日曜・祝日のみ運行）

## 過去の担当路線

### 西能勢線
運行開始当初の能勢町域の路線は、池田から国道173号・国崎線・杉生線を経由する能勢系統、長谷循環線、名月線などによって構成されていた。
1972年6月27日の『能勢デマンドバス』の運行開始後は、町内を走る路線は大多数がデマンド化され、町内の各地域に拡充された。一方で、定期路線は「西能勢線」として統合されて、池田・山下 - 国道173号 - 能勢系統に集約された。

#### 1997年10月10日改正 - 2009年10月31日
- 73系統：池田 - 平野 - 畦野 - 山下駅前 - 一庫ダム - 森上 - 能勢町宿野→上山辺→能勢の郷

日祝日のみの運行。2008年12月7日以降は池田 - 山下駅前間が休止（参考）となり、2009年11月1日の改正で廃止された。
- 76系統：日生中央→上阿古谷→森上
- 76系統：山下駅前→日生中央→上阿古谷→森上→能勢町宿野→豊中センター前

2009年11月1日改正で日生中央 - 森上系統に短縮。この改正により、山下駅前→豊中センター系統は77系統（一庫ダム経由）に変更した。

#### 1997年10月10日以降
- 直行：森上 - 摂津天王

天王地区のスクールバスとして運行を開始。当時すでに完成していた国道173号バイパスを経由していた。1999年4月14日廃止。

#### 1985年5月2日 - 1997年10月9日
- 72系統：池田 - 平野 - 畦野 - 一庫ダム - 森上 - 能勢町宿野→上山辺→能勢の郷
- 72系統：池田 - 南古江
- 76系統：山下駅前 - 日生中央 - 上阿古谷 - 森上 - 能勢町宿野

1985年5月2日の改正より、西能勢線の系統が山下駅前発着主体のダイヤに再編され、池田から能勢へ直行する便は休日の2便のみとなった。
改正当初は減便を補う形で池田 - 南古江間の区間便が設定（平日3往復、休日1往復）されていたが、1987年9月9日の改正で廃止された。

#### 1985年5月1日以前
- 池田 - 平野 - 畦野（ - 山下駅前） - 一庫ダム - 塩谷口 - 口山内 - 倉垣
- 池田 - 平野 - 畦野（ - 山下駅前） - 日生中央 - 上阿古谷 - 森上 - 能勢町宿野
- 山下駅前→日生中央→上阿古谷→森上→能勢町宿野→口山内

西能勢線は池田発着が主体であったが、池田 - 山下間の国道173号の慢性的な渋滞による影響で1985年5月2日の改正により、山下駅前発着主体のダイヤに再編された。
池田では、早朝の倉垣行き1本に限って西側のバスターミナルの1番のりばから発車していたが、廃止により乗り場そのものもなくなり、現在は欠番となっている。

#### 1978年頃

##### 一庫ダム建設時
一庫ダムの建設に伴い、国道173号を経由する便は全て民田経由に切り替えられた。
- 池田 - 山下 - 一庫 - 日生中央 - 功臣場 - 上阿古谷 - 民田 - 民田口 - 清水橋 - 森上 - 大里 - 能勢町宿野 - 能勢の郷
- 池田 - 山下 - 一庫 - 日生中央 - 功臣場 - 上阿古谷 - 民田 - 民田口 - 清水橋 - 森上 - 大里 - 能勢町宿野
- 池田 - 山下 - 一庫 - 日生中央 - 功臣場 - 上阿古谷 - 民田 - 民田口 - 清水橋 - 森上 - 大里 - 能勢町宿野 - 大里 - 下田尻 - 口山内
- 山下駅前 - 山下 - 一庫 - 日生中央 - 功臣場 - 上阿古谷 - 民田 - 民田口 - 清水橋 - 森上 - 大里 - 能勢町宿野 - 大里 - 下田尻 - 口山内
- 山下駅前 - 山下 - 一庫 - 日生中央 - 功臣場 - 上阿古谷 - 民田 - 民田口 - 清水橋 - 森上 - 大里 - 下田尻 - 口山内

##### 一庫ダム建設前
- 池田、山下駅前 - 一庫 - 出合 - （能勢町各方面 詳細は上の項を参照）
- 池田 - 山下 - 一庫 - 出合 - 塩谷口 - 下田尻 - 口山内 - 倉垣
- 山下駅前 - 山下 - 一庫 - 出合 - 下田尻 - 口山内 - 倉垣

##### その他（町内・東西連絡系統）
- 杉生 - 石堂 - 森上
- 杉生 - 石堂 - 森上 - 大里 - 能勢町宿野 - 大里 - 下田尻 - 口山内
- 能勢町宿野 - 大里 - 下田尻 - 口山内 - 倉垣
- 口山内 - 下田尻 - 大里 - （平通 - 清水橋 - 森上 循環）

#### デマンドバス誕生直後（1972年頃）
- 池田 - 国道173号（現在は旧道）経由 - 能勢町役場
- 池田 - 塩谷口 - 口山内 - 倉垣
- その他町内路線とデマンドバス路線

起終点を山下駅前から池田に変更し、デマンドバス化された。
デマンドバスと路線バスとの乗継地点は役場前と、国道173号と府道604号との交点（停留所名は不明で、現在はダムに水没しているが、立地上は「一庫ダム」停留所の前身）であった。ダム造成工事により路線は変容していく。

### デマンド線
採算が合わなくなったことから、1997年10月10日に廃止。廃止後は、一部の地域を走る路線は定期路線バスを延長した形で現在も運行されている（豊中センター方面など）。
- 能勢町宿野 - （清水橋 - 森上 - 上杉下所 - 神山 - 石堂 - 森上 循環）
- 能勢町宿野 - 能勢の郷 - 森上
- 能勢町宿野 - 石船 - 豊中センター前
- 能勢町宿野 - 下田尻 - 口山内 - 杉原

#### 定期デマンドバス
- 山下駅前→一庫ダム→塩谷口→口山内→倉垣→口山内→能勢町宿野
- 能勢町宿野→口山内→倉垣→杉原→倉垣→口山内→塩谷口→一庫ダム→山下駅前
- 大里住宅前 - 能勢町宿野 - 大里住宅前 - 森上（ - 東山辺公民館） - 上山辺 - 摂津天王
  - 摂津天王系統は、当時能勢町内を運行していた国鉄バス西能勢線の廃止を受け、1987年2月1日より運行を開始した能勢町による貸切バスを経て、町と覚書を交わし、代替運行を開始した。1992年にスクールバスによる運行となり、路線としては廃止された[10]。

### 東ときわ台線
- 70系統：妙見口駅 - 平野

西能勢線（72系統・池田 - 南古江便）と連続で運行するダイヤを設定していたが、南古江系統の廃止に伴い、畦野発着に変更された。

### 新光風台線
- 52系統：光風台駅→シートス前→光風台小学校前→光風台駅
- 52系統：光風台駅→シートス前→光風台小学校前
- 52系統：新光風台二丁目→シートス前→光風台小学校前→光風台駅

1998年7月15日より運行開始。2011年12月10日より豊能西線の新設により廃止。

### 妙見口能勢線
- 妙見口駅→住宅前→ケーブル前→本滝口→倉垣→奥山内→奥田橋→倉垣→本滝口→ケーブル前→住宅前→妙見口駅（循環）
- 妙見口駅 - 住宅前 - ケーブル前 - 本滝口 - 倉垣 - 奥田橋 - 奥山内 - 宿野 - 森上 - 今西
- 妙見口駅 - 住宅前 - ケーブル前（3月16日 - 11月末の休日・正月3が日に運行）

2009年2月16日の改正時で、妙見口駅（かめたに駐車場） - 住宅前 - 国道477号分岐（川西市・豊能町境南側）の区間が廃止され、妙見口駅（南側ロータリー） - （保育所前） - 国道477号経由にルートが変わった。また今西系統は今西 - 森上 - 月峰寺 - 宿野間が廃止されたことで、能勢町宿野系統に短縮された。

#### 京都交通時代の系統
2003年6月以前、京都交通 (亀岡)によって運行されていた該当する路線は、以下の通り。
主に、同社が設けていた本梅車庫前発着の路線が中心で、倉垣橋と本滝口では亀岡方面などに連絡できるダイヤになっていた。また、本滝口 - 本梅車庫、本滝口 - 山辺口間では『メロディ自由乗降バス』と称したフリー乗降制となっていた。
奥田橋 - 吉野 - （亀岡市）東加舎、および本滝口 - 大原口 - 野間峠の各区間は引き継がれていない。大原地区については能勢町福祉バスが代替として乗り入れるようになったが、2007年春に廃止された。また、同区間には豊能町内線が運行されているが、区間内にある大原口や本滝寺などの停留所は引き継がれていない。
- 吉川線1： 本梅車庫前 - 歌垣局前 - 倉垣橋 - 本滝口 - 吉川
- 吉川線2： 本梅車庫前 - 和田 - 倉垣橋 - 本滝口 - 吉川
- 森上線1： 今西 - 中宿野 - 能勢高校前 - 倉垣橋 - 本滝口 - 吉川
- 森上線2： 今西 - 中宿野 - 能勢高校前 - 倉垣橋 - 本滝口 - 吉川
- 森上線3： 今西 - 中宿野 - 能勢高校前 - 倉垣橋
- 野間線1： 余野 - 本滝口 - 吉川
- 野間線2： 吉川 - ケーブル前
- 国道線2： 京都駅前 - 桂駅東口 - 亀岡駅前 - 本梅車庫前 - 歌垣局前 - 倉垣橋 - 本滝口 - 野間峠 - 妙見山

妙見口能勢線開設後も運行が継続されたが、2005年3月末日限りで廃止。